# Krajewo-Wierciochy
Krajewo-Wierciochy – przysiółek w Polsce położony w województwie mazowieckim, w powiecie przasnyskim, w gminie Krzynowłoga Mała.
W latach 1975–1998 miejscowość administracyjnie należała do województwa ostrołęckiego.